# Stowarzyszenie rodzimowierców Serbii „Staroslavci”
Stowarzyszenie rodzimowierców Serbii „Staroslavci” – stowarzyszenie serbskich rodzimowierców, powstałe w Belgradzie w 2012 roku. „Staroslavci” są pierwszym i jedynym dotychczas zarejestrowanym stowarzyszeniem rodzimowierców w Serbii. Oficjalna data założenia stowarzyszenia to 22 września 2012 roku – równonoc jesienna. Rozpoczęcie działalności nastąpiło 22 grudnia 2012, w dzień po Szczodrych Godach – przesileniu zimowym. „Staroslavci” promują w Serbii idee powrotu do rodzimowierstwa słowiańskiego.

## Cele
Do celów stowarzyszenia „Staroslavci” należą:
- badanie i popularyzowanie mitologii słowiańskiej;
- odtworzenie i ożywienie starych tradycji ludowych z czasów sprzed chrystianizacji;
- poznawanie, łączenie i współpraca między serbskimi rodzimowiercami, jak również ustanowienie oddziału stowarzyszenia we wszystkich większych miastach Serbii;
- utworzenie filii stowarzyszenia w sąsiednich krajach słowiańskich (Bośnia i Hercegowina, Czarnogóra, Macedonia, ...);
- współpraca i tworzenie społeczności rodzimowierców i organizacji rodzimowierczych z całej Słowiańszczyzny.

## Struktura stowarzyszenia
Stowarzyszeniem zarządza Rada, złożona z dziesięciu członków. Szef Rady pełni funkcję prezesa stowarzyszenia. Członkowie Rady wybierani są raz w roku w drodze głosowania przez Wiec, w którym uczestniczą wszyscy członkowie Stowarzyszenia. Członkiem „Staroslavci” może się stać każda osoba dorosła, która podpisze wniosek wraz z zobowiązaniem do przestrzegania statutu i regulaminu stowarzyszenia.

## Działalność

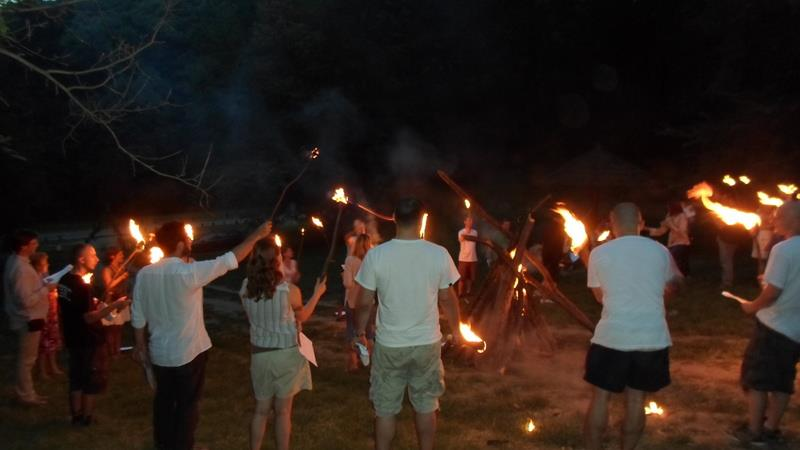
Obchody Nocy Kupały, 2013

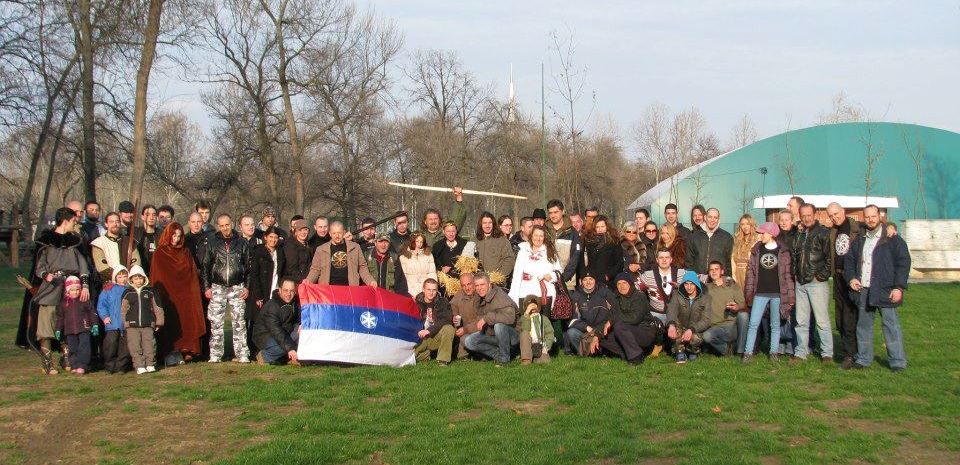
Rodzimowierczy zjazd „Staroslavci” w 2013 roku

„Staroslavci” w roku 2015 zorganizowało 11 spotkań rodzimowierców. Największe wiece odbyły się podczas równonocy (jesienią i wiosną) oraz przesileń, świąt, które dla dawnych Słowian były najważniejsze. W największym wiecu „Staroslavci” uczestniczyło kilkaset osób.
Stowarzyszenie wydaje pierwszy rodzimowierczy kalendarz w Serbii.
W styczniu 2013 roku ukazała się książka jednego z członków „Staroslavci”, Vesna Kakaševskiego, pod tytułem „Rodna vera - zbornik radova o staroj veri Slovena i njenoj obnovi”.
W czerwcu 2013 roku „Staroslavci” współorganizowali pokojowe protesty przeciwko wycięciu siedemsetletniego dębu „Zapisa” w miejscowości Savinac.
W listopadzie 2013 roku „Staroslavci” rozpoczęli akcję zalesiania Serbii pod nazwą „Sadi, ne seci”. W jej trakcie posadzono dotąd wielką liczbę młodych dębów. W tym samym miesiącu z inicjatywy Stowarzyszenia ukazało się pierwsze serbskie czasopismo rodzimowiercze „Slava!”.
„Staroslavci” organizowali pomoc dla poszkodowanych podczas powodzi, które dotknęły Serbię w 2014 roku.
We wrześniu 2014 roku miał miejsce pierwszy rodzimowierczy ślub w Serbii, zorganizowany przez stowarzyszenie.

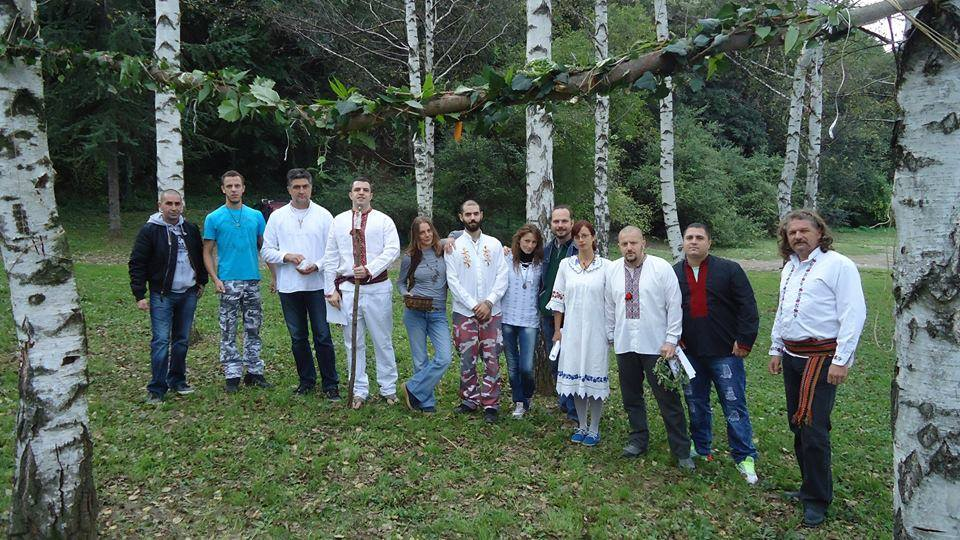
Swaćba organizowana przez „Staroslavci”, Belgrad 2014

## Czasopismo „Slava!”
Czasopismo „Slava!” jest organem prasowym Stowarzyszenia rodzimowierców Serbii „Staroslavci”. Funkcję redaktora naczelnego pełni Vesna Kakaševski. Pierwszy numer magazynu pojawił się w listopadzie 2013 roku, zaś po ukazaniu się dwóch pierwszych numerów spotkał się z zainteresowaniem ze strony miłośników mitologii słowiańskiej i rodzimowierstwa, jak również samej społeczności rodzimowierców. Drugi numer magazynu zszedł z prasy w czerwcu 2014 roku, zaś trzeci w marcu 2016. Czasopismo zostało skatalogowane w publikacji Biblioteki Narodowej Serbii.